# SEPU
Sociedad Española de Precios Únicos, SA (SEPU) was het eerste warenhuis van Spanje. SEPU werd op 9 januari 1934 in Barcelona opgericht door de Zwitserse burgers van joodse afkomst, Henry Reisembach en Edouard Worms. Later openden ze vestigingen in Madrid en Zaragoza. Hun slogan was "Quien calculus compra en SEPU" ("Wie rekent, koopt bij SEPU").
Tijdens de Tweede Spaanse Republiek werd SEPU aangevallen door de Falangistische krant Arriba. De winkels werden fysiek aangevallen door Falangisten en hun sympathisanten. 
In 2000, toen SEPU failliet was,  werd het overgenomen door de Australische detailhandelsonderneming Rodd Partridge. De warenhuizen werden in 2002 gesloten vanwege de enorme, niet bekendgemaakte, opgelopen belastingschulden van het vorige management. Hierover kon niet worden onderhandeld en het bedrijf moest sluiten.
Tijdens de opheffingsuitverkoop van de populaire SEPU-winkels, moest de politie barricades opwerpen om de menigte in de volle winkels bedwang te houden. 